# MAN Lion’s Intercity
MAN Lion’s Intercity — разнообразие междугородних автобусов, выпускаемых компанией MAN с 2015 года.

## История
Автобус MAN Lion’s Intercity выпускается в Анкаре, Турция с 2015 года и с тех пор предлагается в Европе в качестве стандартного междугороднего автобуса. В 2016 году модель была выбрана для автобуса года в России. В 2018 году на тендере Deutsche Bahn были получены все лоты для доставки до 1000 автобусов в течение четырёх лет, при этом для всех междугородних автобусов DB Regio Bus предусмотрены только MAN Lion’s Intercity.

## Оборудование
В зависимости от назначения автобус предлагается как Lion’s Intercity длиной 12,2 м (до 55 мест) и как Lion’s Intercity C длиной 13 и 13,2 м (до 59 и 63 мест соответственно).
В отличие от низкопольного автобуса MAN Lion’s City, Lion’s Intercity разработан как автобус с высоким полом, причём непрерывный пол немного поднимается назад; к последним рядам сидений над моторным отсеком можно добраться по ступеням. Модульная система позволяет либо полностью заправить автобус, либо вытащить сменный пьедестал, чтобы обеспечить место для двух инвалидных колясок, детских колясок или стоящих пассажиров. Таким образом, автобус соответствует требованиям закона о пассажирских перевозках, который предписывает не менее двух парковочных мест для пользователей инвалидных колясок в междугородних автобусных перевозках. MAN Lion’s Intercity имеет две пневматические выдвижные двери. Задняя дверь предлагается в две ширины, а также с пандусом для инвалидных колясок.

## Технические характеристики
На всех моделях Lion’s Intercity установлен собственный 6-цилиндровый рядный дизельный двигатель MAN D0836LOH. C Common Rail его рабочий объём составляет 6900 см3; номинальная мощность составляет 213 киловатт (290 л. с.). Автобус имеет ширину 2,5 м и, включая кондиционер, установленный на крыше, имеет высоту 3,4 м.

## Автобус «Автоспецкомпонент-6283» на базе MAN Lion’s Intercity
В 2022 году предприятие ООО «Автоспецкомпонент» по заказу ГУП «Мосгортранс» провело переоборудование автобусов MAN Lion’s Intercity, модель получила название Автоспецкомпонент-6283. В автобусах появились туалет, мини-кухня и одно спальное место для водителя.

Автокомпонент-6283
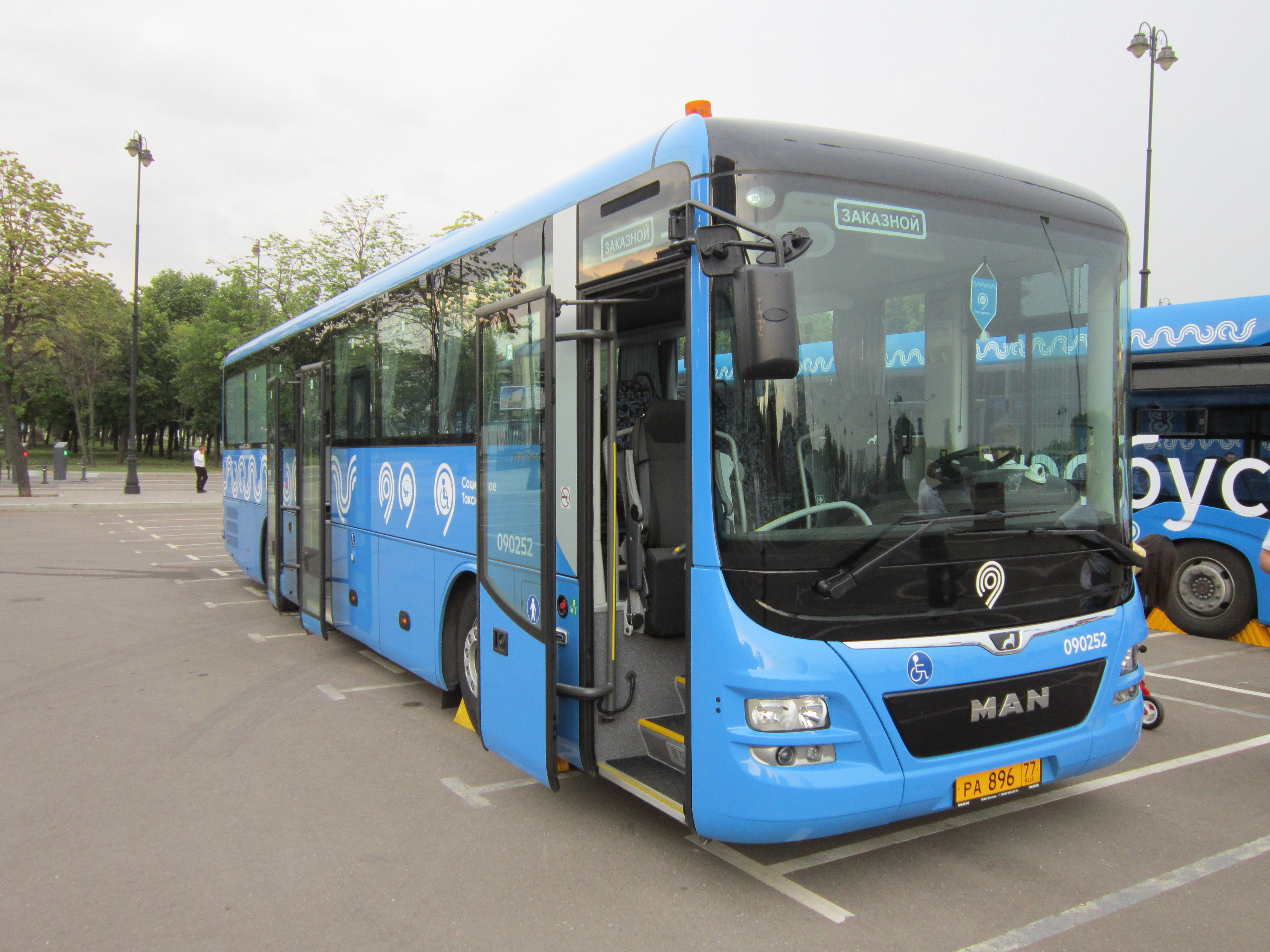
Вид спереди
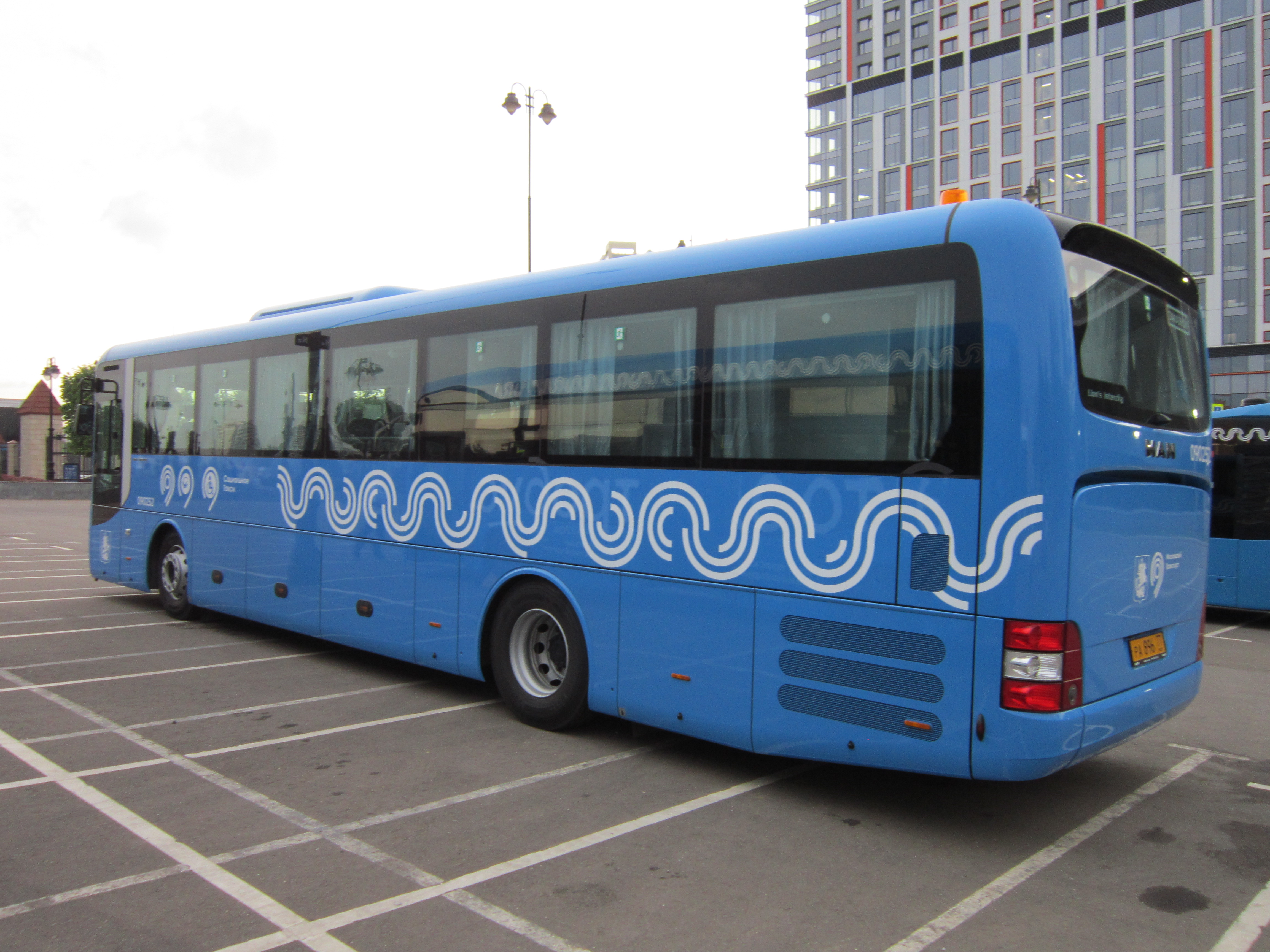
Вид слева сзади
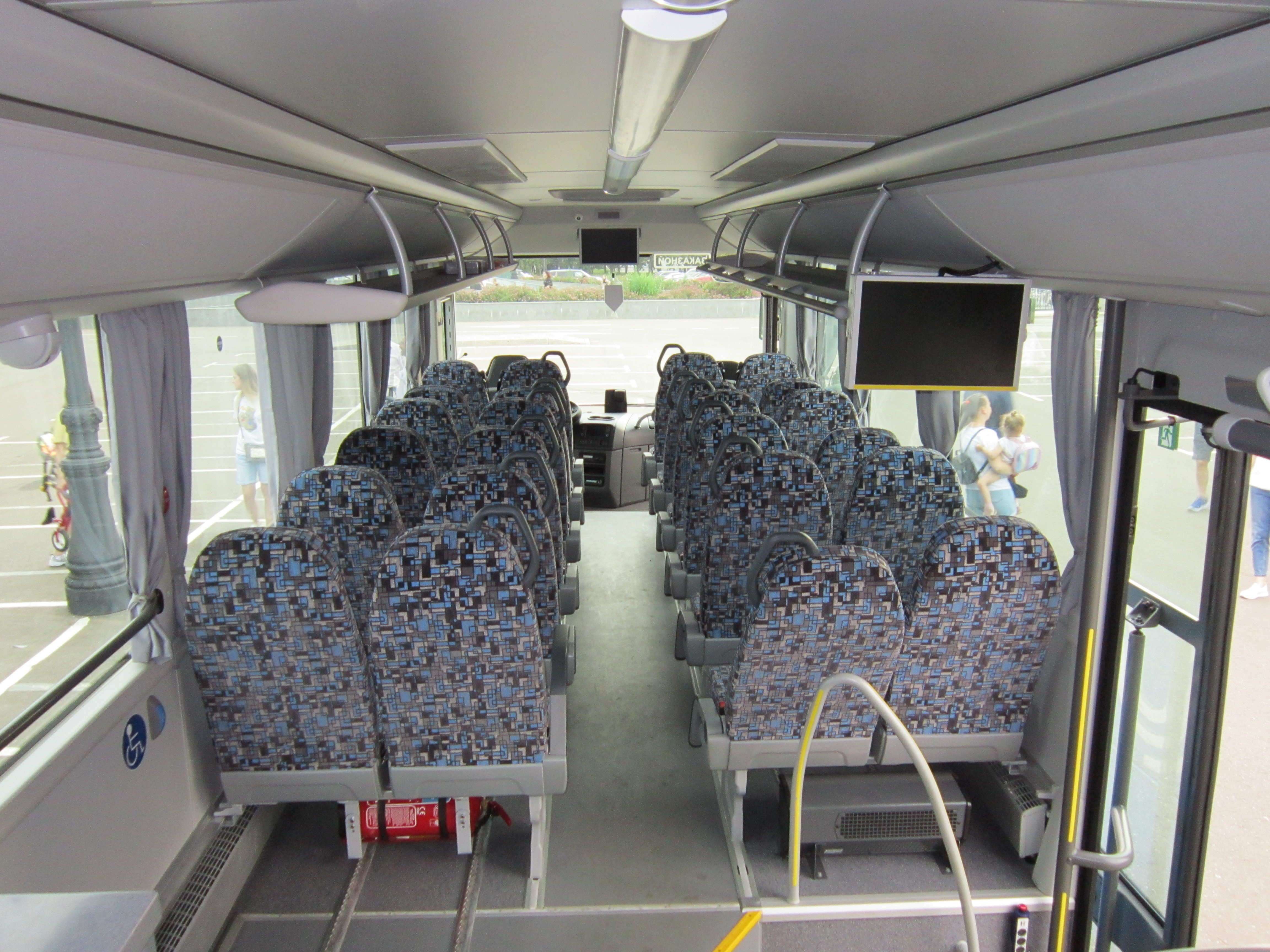
Салон, вид вперёд
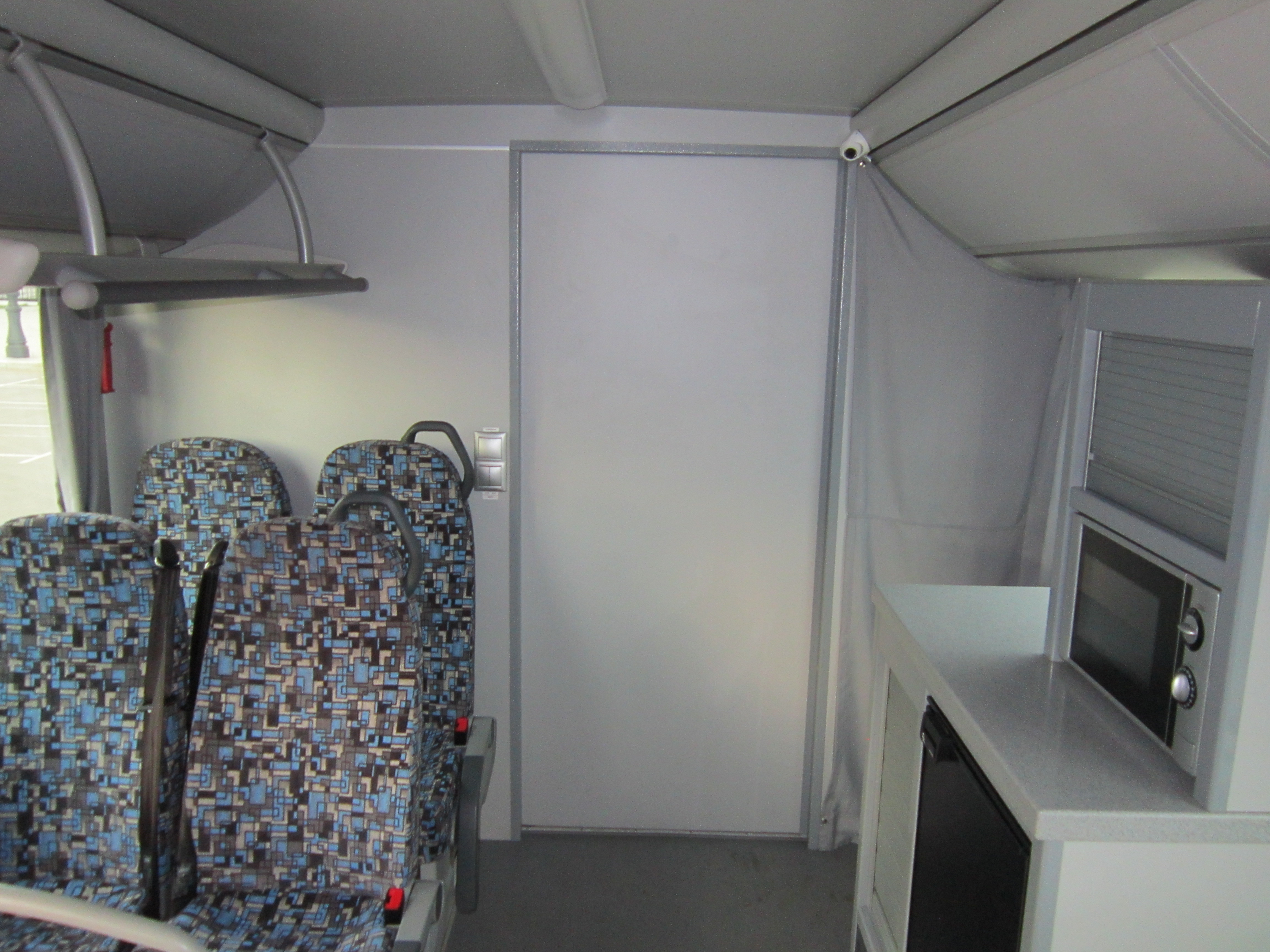
Салон, вид назад. Видны мини-кухня и вход в туалет. Справа за шторкой — проход к спальному месту водителя
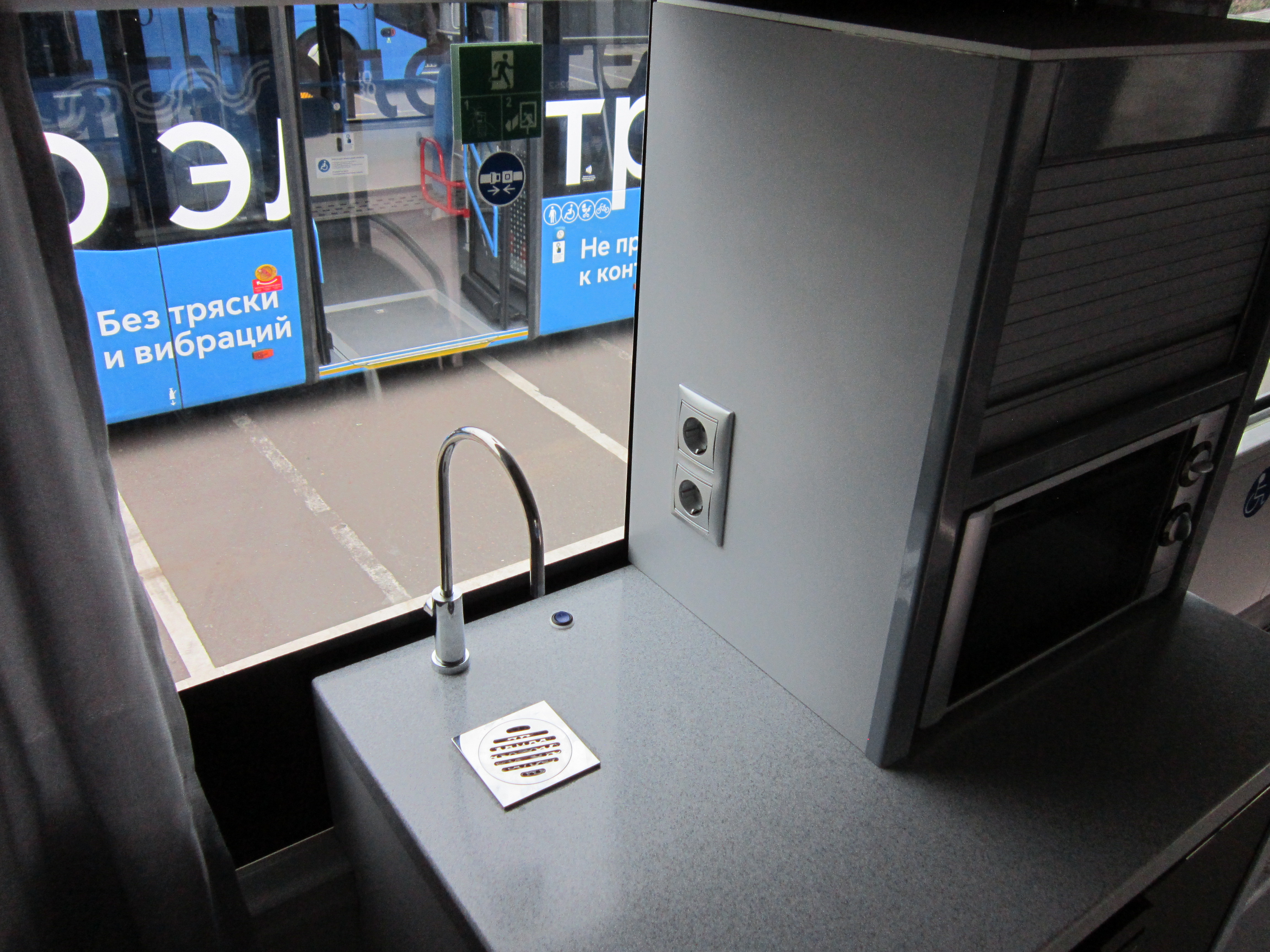
Мини-кухня
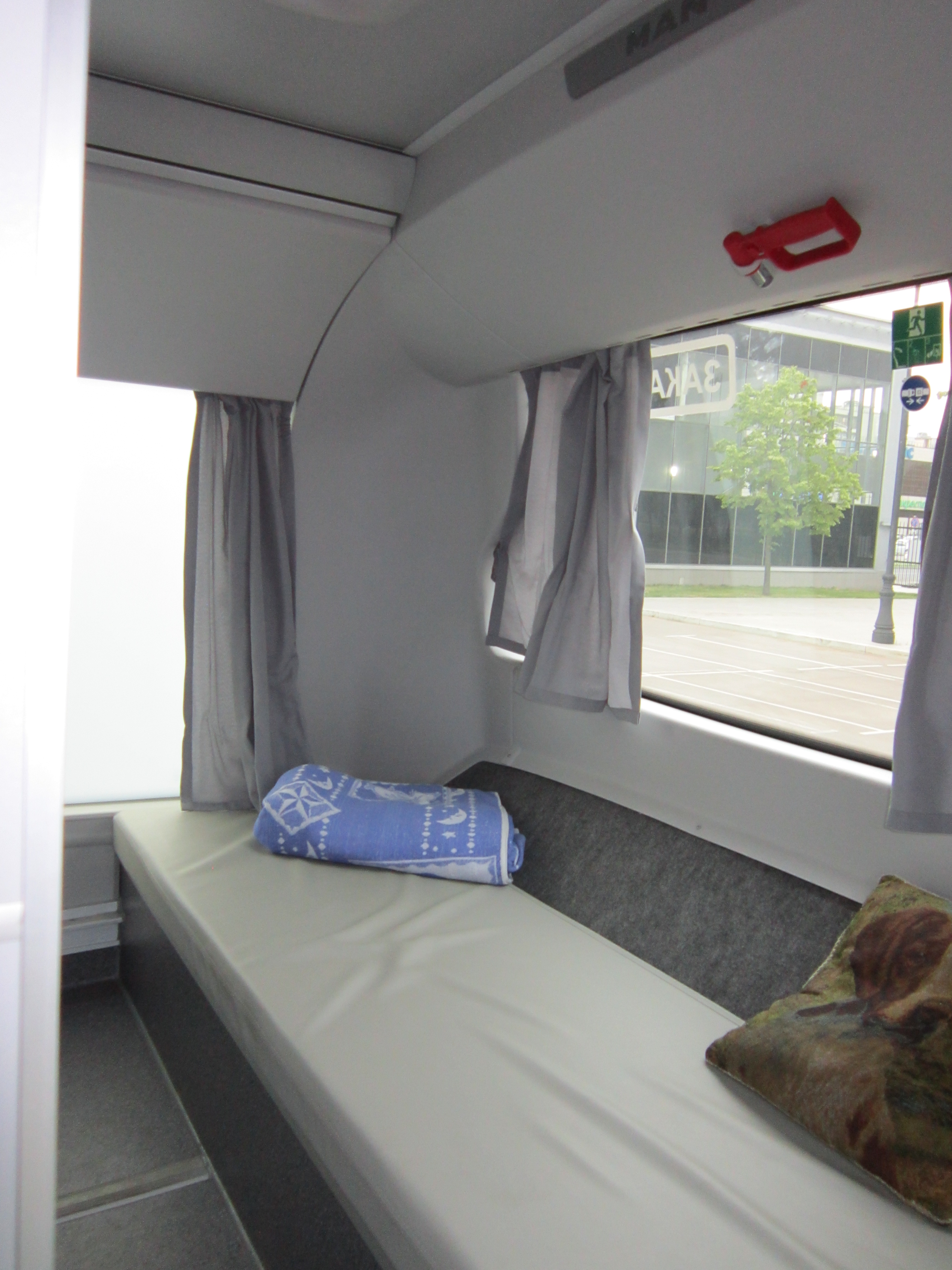
Спальное место водителя
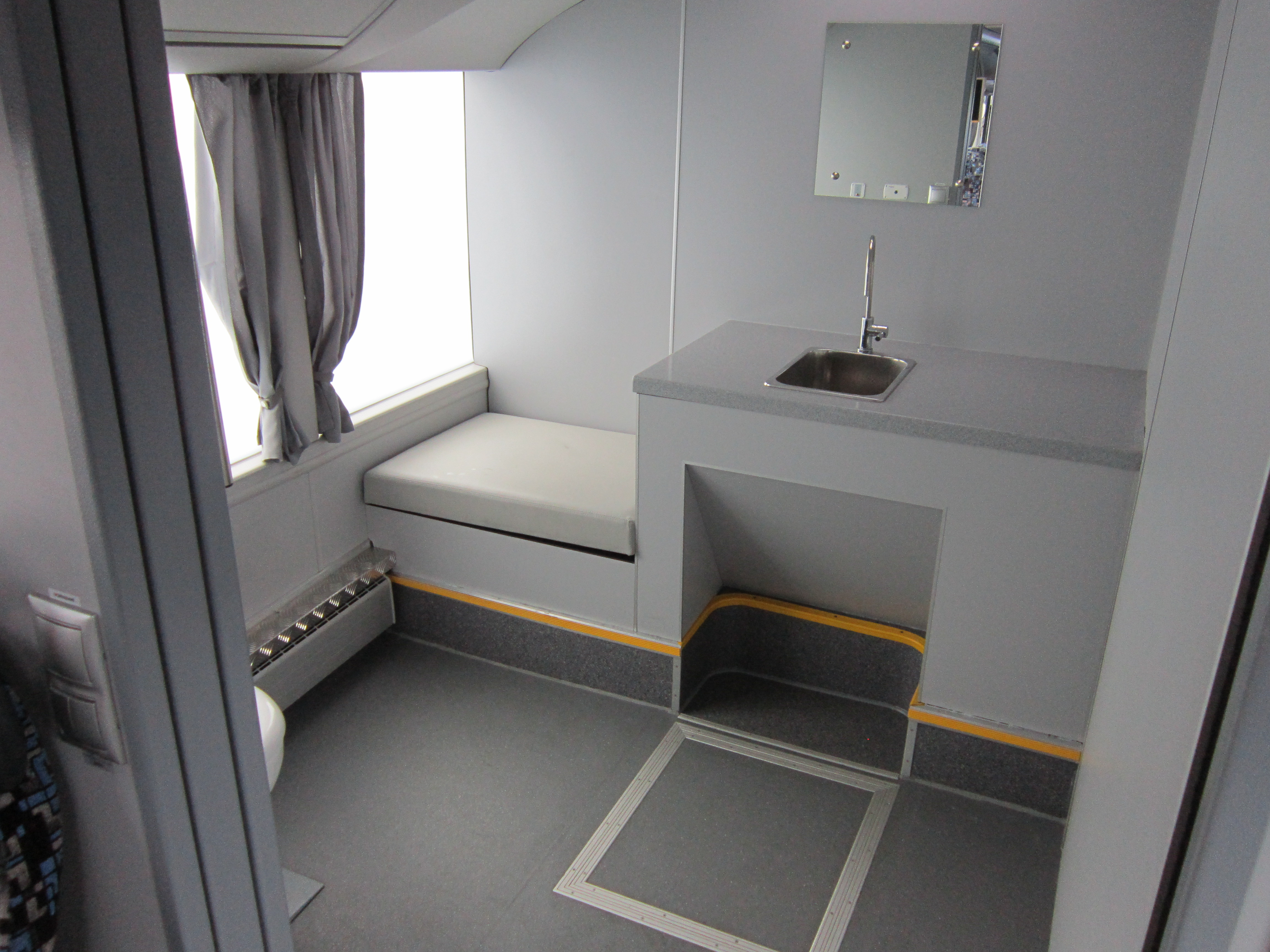
Туалет
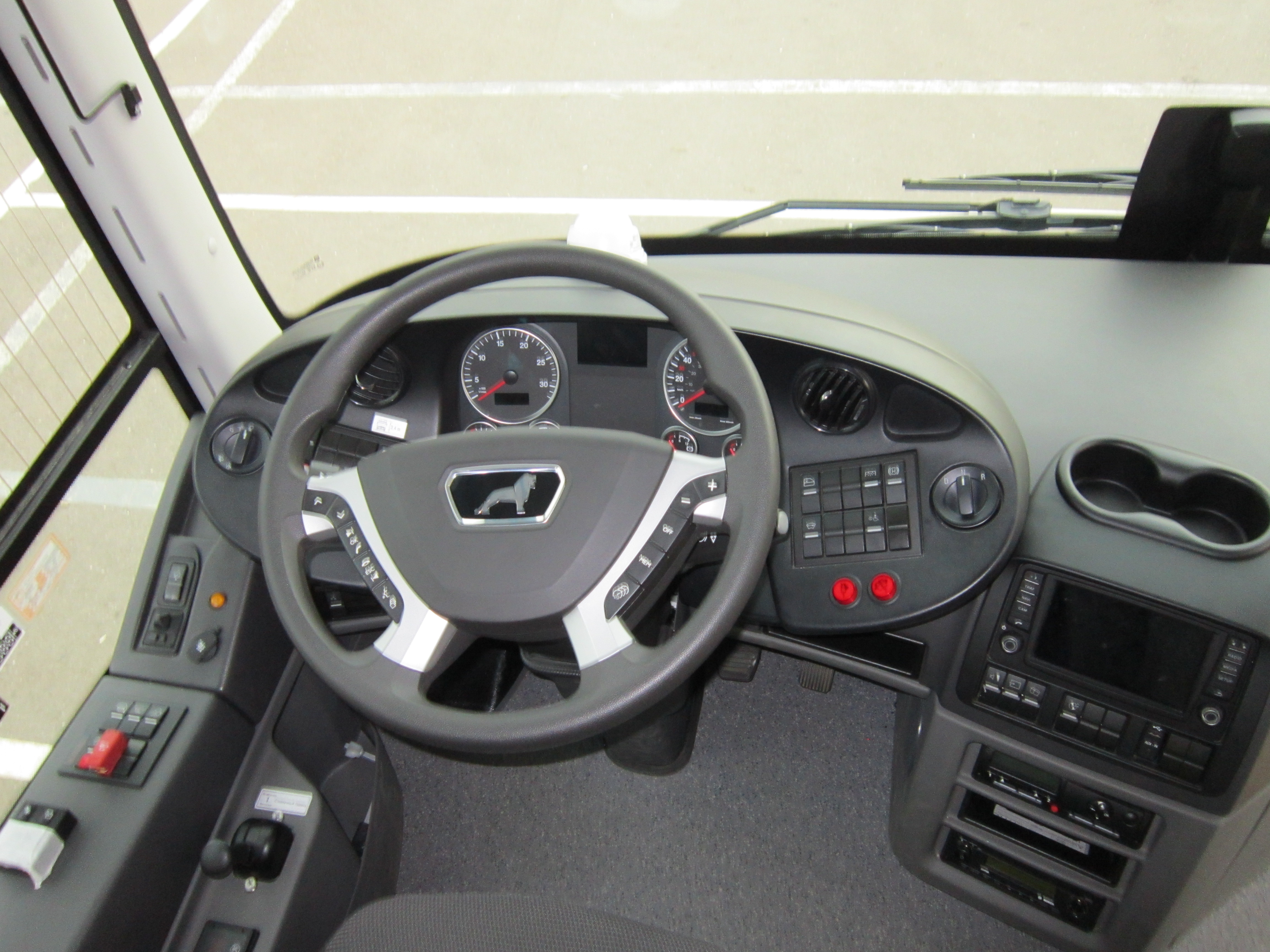
Кабина